# Willemskade (Rotterdam)
De Willemskade is een straat in Rotterdam, die ligt aan de noordkant van de Nieuwe Maas in het Scheepvaartkwartier. De straat begint bij het Willemsplein net voor de Erasmusbrug en eindigt bij de Veerhaven.

## Geschiedenis
De Willemskade werd in 1847 aangelegd en heette oorspronkelijk Westerkade. Naar aanleiding van het bezoek van Willem III in 1851 werd de naam gewijzigd in Willemskade. De Westerkade bestaat ook nog steeds, en ligt ten Westen van de Willemskade.
In 1851 werd een classicistisch pand aan de westzijde van de Willemskade in gebruik genomen door de Vereeniging der Koninklijke Yachtclub, voorgezeten door prins Hendrik. In 1885 werd het gebouw van de Yachtclub overgenomen door de Gemeente, die besloot er een etnografisch museum te vestigen, zoals dat al eerder in Leiden en Haarlem was gebeurd. Op 1 mei 1885 werd het Museum voor Land- en Volkenkunde geopend. Het instituut werd aan het eind van de twintigste eeuw omgedoopt in Wereldmuseum Rotterdam. Eind 19e eeuw werden er vooral woonhuizen gebouwd. De woonhuizen aan de Willemskade 19, 20 en 21 en het huidige Wereldmuseum zijn rijksmonument. Het oostelijk gedeelte van de Willemskade is in 1940 weggebombardeerd en direct na 1945 herbouwd met kantoren en zeemanshuis Stella Maris, later Maritime hotel en vervolgens Thon Hotel Rotterdam genoemd. Aan Willemskade 18 was tientallen jaren het consulaat van Portugal gevestigd.

## Duurste wijk
De Willemskade is verkeersluw en doet tegenwoordig dienst als wandelpromenade vanwaar men een goed uitzicht heeft op de Erasmusbrug en de Wilhelminapier. Eind 20e eeuw werden de kantoren Willemskade 15, 16 en 17 afgebroken. Er werden luxe appartementen gebouwd om kapitaalkrachtige bewoners naar het centrum van Rotterdam te trekken. Aan de Willemskade en het Willemsplein bevinden zich nu enkele van de duurste appartementen van Rotterdam en het Scheepvaartkwartier staat in de top 50 van rijkste wijken in Nederland.

## Toeristische attracties
- Sinds 1883 staat aan de Willemskade 25 het Wereldmuseum (Voorheen: Museum van Land en Volkenkunde)
- Aan de Willemskade zijn de aanlegsteigers van het havenrondvaartbedrijf Spido en de waterbus naar Dordrecht.

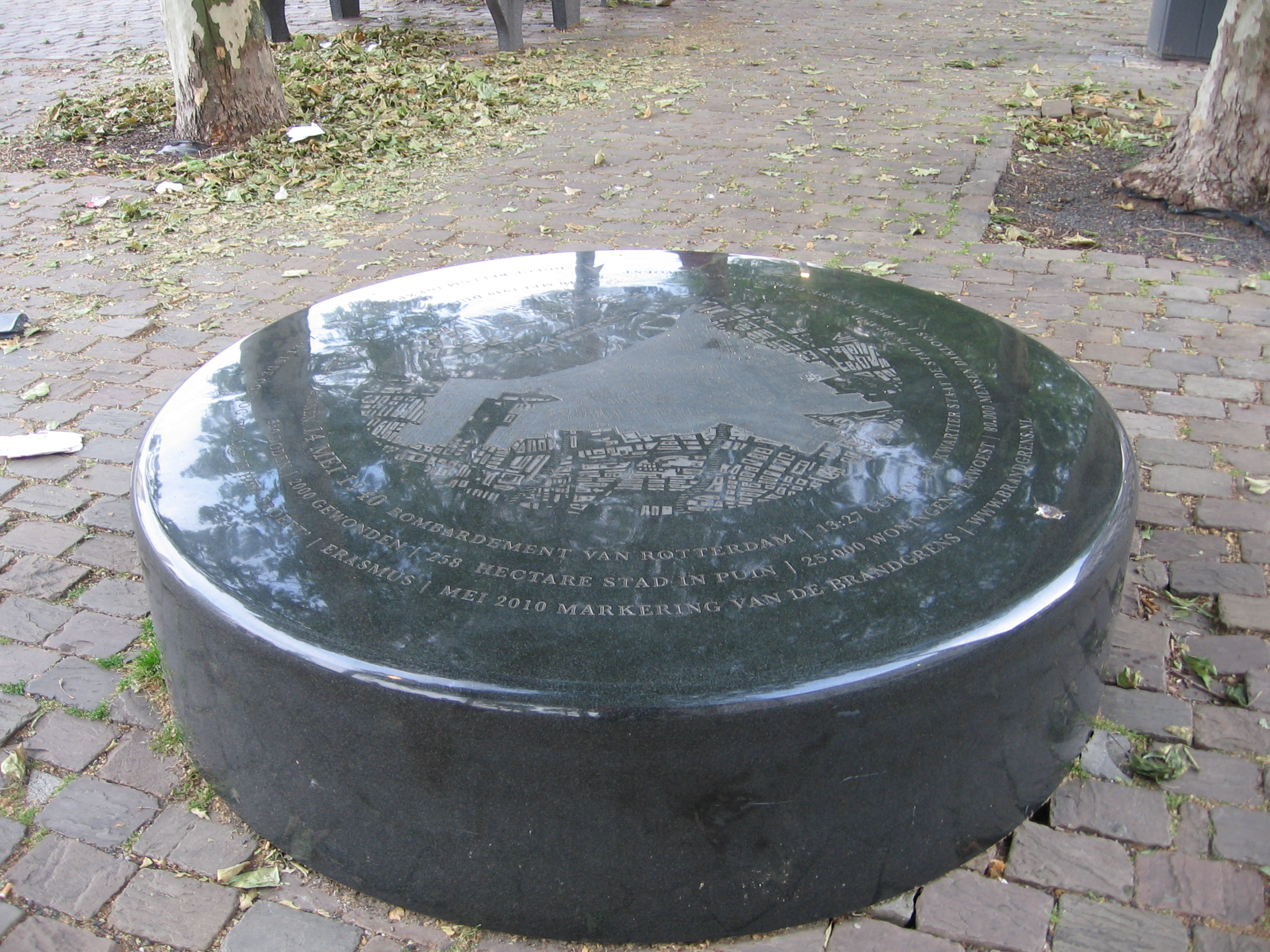
Monument voor de Brandgrens van het bombardement in 1940, Willemskade, Rotterdam.

Admiraal de Ruyterweg ·
Admiraliteitskade ·
Aert van Nesstraat ·
Baan ·
Batavierenstraat ·
Beukelsdijk ·
Beursplein ·
Beurstraverse ·
Binnenweg ·
Binnenwegplein ·
Binnenrotte ·
Blaak ·
Boezemweg ·
Boompjes ·
Bosland ·
Botersloot ·
Burgemeester van Walsumweg ·
Churchillplein ·
Coolsingel ·
Coolvest ·
Eendrachtsplein ·
Eendrachtsweg ·
Geldersekade ·
Goudsesingel ·
's-Gravendijkwal ·
Haagseveer ·
Henegouwerlaan ·
Hofdijk ·
Hofplein ·
Hoogstraat ·
Jonker Fransstraat ·
Karel Doormanstraat ·
Kipstraat ·
Kolk ·
Koningin Emmaplein ·
Korte Hoogstraat ·
Kruiskade ·
Kruisplein ·
Leuvehoofd ·
Lijnbaan ·
Lombardkade ·
Maasboulevard ·
Mariniersweg ·
Mathenesserlaan ·
Mauritsweg ·
Meent ·
Museumpark ·
Oostmolenwerf ·
Oostplein ·
Oude Binnenweg ·
Parkkade ·
Parklaan ·
Pim Fortuynplaats ·
Plein 1940 ·
Pompenburg ·
Rochussenstraat ·
Saftlevenstraat ·
Schiedamsedijk ·
Schiedamse Vest ·
Schouwburgplein ·
Spaansekade ·
Stadhuisplein ·
Stationsplein ·
Stroveer ·
Van Oldenbarneveltstraat ·
Vasteland ·
Veerkade ·
Weena ·
Westblaak ·
Westerkade ·
West-Kruiskade ·
Westersingel ·
Westplein ·
Willemskade ·
Willemsplein ·
Witte de Withstraat